# Mrs. Warren's Profession
Mrs Warren's Profession (publicada en español como La profesión de la Señora Warren y Trata de blancas) es una obra de teatro escrita por George Bernard Shaw en 1893. 
Shaw dijo que había escrito la obra "para llamar la atención sobre la verdad de que la prostitución es causada, no por depravación femenina y libertinaje masculino, sino simplemente por la falta de recursos, autoestima y sustento que reciben tan vergonzosamente las mujeres que las más pobres de ellas se ven obligadas a recurrir a la prostitución para mantener el cuerpo y alma juntos."

Shaw explicó el origen de la obra en una carta a The Daily Chronicle el 28 de abril de 1898:
 Miss Janet Achurch (una actriz y amiga de Shaw) me mencionó una novela de algún escritor francés (Yvette por Guy de Maupassant) y que podía tener una historia dramatizable en ella. Ella desesperadamente me contó la historia... En el otoño siguiente fui el invitado de una dama Beatrice Webb de habilidades muy distinguidas— uno de ellos es su conocimiento modales ingleses, así como de su tan notable destreza en cuestiones industriales y políticas. Ella sugirió que debo poner en el escenario una verdadera dama moderna de la clase gobernante — no el tipo de cosas que las autoridades teatrales y críticas imaginan como debería de ser una dama. Lo hice y el resultado fue Miss Vivie Warren... La Sra. Warren misma fue mi versión de la heroína de la novela narrada por Miss Achurch. La escena tremendamente eficaz — que podría escribir un bebé si eso fuese visto como normal— en que justifica a sí misma, es sólo una paráfrasis de una escena de otra novela mía, La Profesión de Cashel Byron (de ahí el título de La Profesión de la Señora Warren), en la cual un experto peleador muestra cómo fue conducido al ring exactamente como la Sra. Warren fue empujada a las calles. 

## Argumento
La historia se centra en la relación entre la Señora Kitty Warren, propietaria de un burdel descrito por el autor como "sobre todo, un genial y bastante presentable local atendido por una mujer" y su hija, Vivie. La Señora Warren es una mujer de mediana edad cuya hija Vivie, quien fue educada en Cambridge, está horrorizado al descubrir que la fortuna de su madre la hizo administrando burdeles de clase alta. Las dos mujeres se reconcilian brevemente cuando la Sra. Warren cuenta su juventud empobrecida, que originalmente la llevó a ejercer la prostitución. La reconciliación termina cuando Vivie se entera de que el negocio altamente rentable sigue en operación. Vivie se aleja de la vida de su madre, aparentemente para siempre.

## Representaciones destacadas
El estreno de la obra fue prohibido por el Lord Chamberlain (El Censor Oficial del Teatro Británico) debido a su discusión franca y por su crudo retrato de la prostitución, pero fue finalmente estrenada el domingo  5 de enero de 1902, en el New Lyric Club de Londres con el distinguido actor y mánager Harley Granville-Barker entre el elenco. (Sólo los miembros de los clubes tenían acceso a estas obras, dado que siempre se había utilizado este recurso para evitar el ojo de la autoridad, dado que los actores a menudo solían invitar a sus compañeros artistas para presentar en privado una obra, generalmente los domingos, cuando los teatros están cerrados al público). La primera presentación pública en Londres tendría lugar en 1925.
Una representación en Nueva York en un escenario público en 1905 fue interrumpida por la policía, que detuvo al elenco y al resto del equipo, y parece ser que sólo al administrador le levantaron cargos. La obra se ha presentado en Broadway en cinco ocasiones desde entonces; más recientemente, en el 2010.

## Adaptaciones y secuelas
Sir Harry Johnston escribió una secuela, una novela titulada La hija de la Sra. Warren, en 1922. 
La BBC hizo su versión de la obra en 1972. Producida por Cedric Messina y dirigida por Herbert Wise, contó con la actuación de Coral Browne en el papel principal, con Penelope Wilton como Vivie. También estuvieron en el elenco James Grout, Robert Powell, Richard Pearson y Derek Godfrey. La producción fue lanzada en DVD en 2006.
Una película alemana adaptó La profesión de la Sra. Warren, con actuación de Lilli Palmer, en 1960.
Una adaptación radiofónica fue emitida en la BBC en 2002 y retransmitida en enero de 2009 en BBC Radio 7 protagonizada por Maggie Steed en el papel estelar.
En Broadway se ha programado media docena de ocasiones; la primera, en 1905.
La obra fue repuesta en el 2010 en tres lugares diferentes:
- El West End de Londres, en el Comedy Theatre,[4] con Felicity Kendal en el papel estelar.[5]

- Washington D. C., por la Shakespeare Theatre Company, en el Sidney Harman Hall,[6] con Elizabeth Ashley en el papel estelar.[7]

- Broadway, en el American Airlines Theatre,[8] por la Roundabout Theatre Company, con Cherry Jones en el papel de Kitty Warren y Sally Hawkins en el de Vivie.

En España se representó en 1973 en el Teatro Reina Victoria de Madrid, con actuación de Julia Gutiérrez Caba, María José Alfonso, Emilio Gutiérrez Caba, Raúl Sender, Manuel Díaz y Manuel Collado. En 1979 se adaptó a la televisión, con dirección de Pilar Miró y con actuación de la propia Gutiérrez Caba, acompañada en esta ocasión por Ismael Merlo, Agustín González, Eduardo Calvo, Eusebio Poncela y Maribel Martín. Se volvió a representar en 1997, en versión de Vicente Molina Foix, con interpretación de Julieta Serrano, Ana Torrent, Francisco Merino y Andoni Gracia.

## El papel de la mujer en el matrimonio victoriano y la representación de Shaw de la sexualidad de Vivie
Los hombres que se casaban en la época victoriana podían hacer uso de "las leyes que les dieron total control de la persona de su esposa y su fortuna". Se esperaba que la mujer victoriana mantuviera una actitud digna y pasiva y que fueran obedientes a las peticiones de sus maridos. El carácter de Vivie desafía las expectativas de una mujer victoriana obediente. Ella es totalmente autosuficiente y educada. Durante la obra rechaza dos propuestas de matrimonio, lo que refleja su confianza en su ética de trabajo y su enfoque duro dirigido a la vida. Shaw representa a Vivie como el producto de un tipo de reforma del género. Esta reforma da como resultado un personaje que es asexual y "permanentemente poco romántico".

A lo largo de la obra, se torna confusa la frontera entre los deseos sexuales y los matrimonios propuestos; por ejemplo, Frank coquetea con la Sra. Warren así como Vivie. El compañero de la Sra. Warren, Sir George Crofts también le propone matrimonio a Vivie a pesar de la relación con su madre. El crítico Petra Dierkes-Thrun ha argumentado que estos ejemplos ilustran la manera en que Shaw
"criticó el sistema ideológico y económico que produjo su Sra. Warren, atacando el problemático doble estándar del privilegio masculino y la deshumanización de las mujeres, profundamente arraigada que Shaw vio impregna en todos los niveles de la sociedad victoriana hasta su elemento nuclear más básico, la familia."